# Metropolia płowdiwska
Metropolia płowdiwska – jedna z eparchii Bułgarskiego Kościoła Prawosławnego, z siedzibą w Płowdiwie. Jej obecnym ordynariuszem jest metropolita płowdiwski Mikołaj (Sewastijanow), zaś funkcje katedry pełni sobór Zaśnięcia Matki Bożej w Płowdiwie.

## Zarys historii
Metropolia płowdiwska została utworzona w strukturach Egzarchatu Bułgarskiego w 1872, dwa lata po jego powołaniu za zgodą władz tureckich. Działała równolegle z istniejącą w Płowdiwie eparchią Patriarchatu Konstantynopolitańskiego. Obejmowała parafie wiejskie, podczas gdy w Płowdiwie nadal rezydował biskup narodowości greckiej (służąc w cerkwi św. Mariny). Sytuacja taka utrzymywała się do 1906, gdy bułgarscy wierni zmusili greckiego hierarchę do wyjazdu z miasta. Od 1914 w Płowdiwie działa seminarium duchowne.
Po 1918 na terytorium metropolii osiedliła się znaczna grupa białych emigrantów rosyjskich. Metropolia przekazała im monaster Świętych Kirika i Julity w Gornim Wodenie, w którym Rosjanie utworzyli własną szkołę duchowną, jak również umożliwiła utworzenie etnicznie rosyjskiej parafii przy cerkwi św. Dymitra Sołuńskiego w Płowdiwie (rosyjski charakter cerkwi utrzymywał się do 1964).
Metropolia dzieli się na 9 okręgów (dekanatów), działa w nich 470 cerkwi (monasterskich i parafialnych).

### Metropolici płowdiwscy[6]
- Paisjusz (Zafirow), biskup płowdiwski od 1857 w jurysdykcji Patriarchatu Konstantynopolitańskiego, wziął udział w utworzeniu Egzarchatu Bułgarskiego, 1871
- Panaret (Miszajkow), 1872–1883
- Nataniel (Bojkikew), 1891–1906
- Maksym (Pełow), 1906–1932
- Cyryl (Konstantinow), 1938–1969, od 1953 równolegle sprawował urząd patriarchy Bułgarii
- Warłaam (Peszew), 1969–1986
- Arseniusz (Czekandrakow), 1987–2006
- Mikołaj (Sewastijanow), od 2007